# Noumbiel (tỉnh)
Noumbiel là một trong 45 tỉnh của Burkina Faso, tọa lạc ở vùng Sud-Ouest.
Tỉnh này có diện tích 2.736 km², dân số năm 1997 ước khoảng 51.449 người, mật độ dân số là 18,8 người/km² 
Thủ phủ là Batié.
Noumbiel được chia thành 4 tổng:
- Batié
- Kpuere
- Legmoin
- Midebdo